# Die Bibel – Apokalypse
Die Apokalypse bildet den Abschluss der TV-Serie „Die Bibel“.

## Handlung
Die Handlung beginnt auf der Insel Patmos. Der letzte noch lebende Apostel Johannes wurde wie andere Christen von Kaiser Domitian in ein Strafgefangenenlager auf dieser Mittelmeerinsel interniert. Doch Domitian weiß nicht, dass es Johannes ist. Dieser gibt sich das Pseudonym „Theophilus“ und diktiert seinem Schreiber Demetrius Briefe, die an die christlichen Gemeinden überall auf der Welt geschmuggelt werden.
Doch die Lage spitzt sich zu, als Domitian befiehlt, dass innerhalb von nur 30 Tagen jeder Bürger im römischen Reich ihn als Gottheit anbeten soll.
Die Christen werden daraufhin von Johannes ermutigt, weiterhin an Jesus von Nazaret zu glauben. Denn der Apostel empfängt Visionen von einem nahenden Himmelreich, vom Untergang der Welt und von der Wiederkunft des Messias.
Parallel zu dem Schicksal des Johannes wird die Liebesbeziehung des Römers Valerius mit der Christin Irene geschildert.

## Trivia
Um das letzte Buch der Bibel, die „Geheime Offenbarung des Johannes“ glaubhaft darstellen zu können, wurden in diesem Film Spezialeffekte eingesetzt, in der Summe mehr als in jedem Film der Reihe zuvor.

## Kritiken
„Die Visionen des Johannes sind visuell eindrucksvoll in Szene gesetzt. Davon abgesehen hat der Film optisch keine Highlights – muss ein Bibelfilm aber auch nicht unbedingt haben. Leider löst man sich inhaltlich nur selten von den sattsam bekannten Klischees: Die Römer sind listig, grausam oder verrückt, die Christen leiden edelmütig, die Juden sind weise und würdevoll – und die christliche Botschaft bleibt irgendwo unterwegs auf der Strecke. Schade – ein wenig aufregendes Ende für eine Reihe, die ausgezogen war, mit modernen Filmen ein neues Publikum an die Themen der Bibel heranzuführen und in diesem Sinne auch einige vielversprechenden Beiträge hatte.(Wertung: 3 Sterne von möglichen 5, entspricht „ok“)“

## Einige Synchronsprecher
- Johannes: Werner Ehrlicher
- Irene: Bianca Krahl
- Valerius: Benjamin Sadler
- Quintus Maximus: Christian Kohlund
- Ionicus: Erol Sander
- Demetrius: Alexander Doering
- Kaiser Domitian: Bernd Vollbrecht